# Халед Леммушія
Халед Леммушія (араб. خالد لموشية, нар. 6 грудня 1981, Живор) — алжирський футболіст, півзахисник. Виступав, зокрема, за «ЕС Сетіф» та національної збірної Алжиру.

## Клубна кар'єра
Народився у французькому Живорі у родині вихідців з Алжиру. Вихованець футбольної академії ліонського «Олімпіка». Завершивши навчання в академії, пропозиції укласти професійний контракт не отримав, натомість у дорослому футболі дебютував 2001 року виступами за аматорську команду «Мулен», в якій провів один сезон.
Своєю грою за цю команду привернув увагу представників тренерського штабу іншого французького аматорського клубу, «Ліон-Дюшер», до складу якого приєднався 2002 року. Відіграв за команду з Ліона наступні чотири сезони своєї ігрової кар'єри.
У 2006 році переїхав на історичну батьківщину, до Алжиру, де уклав свій перший професійний контракт з клубом «ЕС Сетіф», у складі якого провів наступні п'ять років своєї кар'єри гравця.
До складу клубу «УСМ Алжир» приєднався 2011 року. Відіграв за команду з Алжира 27 матчів в національному чемпіонаті.
У 2012—2013 роках грав у Тунісі, де захищав кольори команди «Клуб Африкен», після чого тривалий час лишався без клубу.
Влітку 2015 року став гравцем алжирського «Орана». За сезон 2015/16 відіграв за команду з однойменного міста 20 матчів в національному чемпіонаті, після чого залишив клуб.
Останнім клубом Халеда став аматорський французький «ФК Ліон», за який він виступав у сезоні 2017/18.

## Виступи за збірну
31 травня 2008 року дебютував в офіційних матчах у складі національної збірної Алжиру у виїзній грі проти збірної Сенегалу у відборі на ЧС-2010 року, яка закінчилася поразкою алжирців 0:1.
У складі збірної був учасником розіграшу Кубка африканських націй 2010 року в Анголі та розіграшу Кубка африканських націй 2013 в Південно-Африканській Республіці.
Всього провів у формі головної команди країни 27 матчів.

## Досягнення
- Чемпіон Алжиру: 2006-07, 2008–09
- Володар Кубка Алжиру: 2009-10
- Переможець Арабської ліги чемпіонів: 2006-07, 2007-08
- Володар Кубка чемпіонів Північної Африки: 2009
- Володар Кубка володарів кубків УНАФПівнічної Африки: 2010
- Володар Суперкубка Північної Африки: 2010